# Ochyrocera fagei
Ochyrocera fagei is een spinnensoort uit de familie Ochyroceratidae. De soort komt voor in Mexico.